# 砂田登志子

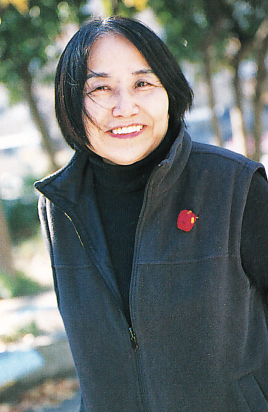
砂田 登志子

砂田 登志子（すなだ としこ）は日本の食育ジャーナリスト。
「BSE（牛海綿状脳症・狂牛病）問題調査検討会」、内閣府「食の信頼確保に関する勉強会」委員。内閣府「食育推進会議」専門委員(総理大臣人事)、内閣府「事故米穀の不正規流通問題に関する有識者会議」委員、厚生労働省「歯科保健と食育のあり方に関する検討会」委員、NPO日本食育協会理事。食育推進団体イートライトジャパン名誉理事。

## 来歴
ニューヨーク・タイムズ東京支局記者、ボストン・コンサルティング・グループ研究員を経て独立。以後、新聞・雑誌への寄稿、出版、講演活動を通じて海外との文化交流に参画。
専門は日米食生活比較。1970年代にはコーネル大学、ミシガン州立大学、カールトン大学(ミネソタ州）などで講演をしている。農林水産省食品産業政策協議会外食産業部会特別委員、｢消費者の部屋」運営懇談会メンバー。
英文毎日｢日本の味｣・｢ショッピングバスケット｣・｢食の世界」、朝日新聞｢エアメール」、栄養改善普及協会「明るい食生活」などのコラム担当。
アメリカにとどまらず、欧米諸国の食育とウェルネス事情の取材、新聞・雑誌への寄稿、テレビ・ラジオ出演、全国各地で講演。
1985年秋には国務省、日米交流プログラムに参加。ニューヨーク・タイムズ、ボストン・コンサルティング時代には訪れる機会がなかったアメリカ南部、中西部の州立大学20校の大学で日本の生活文化について講演。この時、全米大学の教材として英文で書いた冊子「[JAPANESE FOOD AND GOOD OLD WISDOM]」の制作にあたって、国際展開に理解の深い味の素株式会社が協力。
また、フランス、スペイン、ドイツ、アメリカを始め、コロンビアや韓国、中国を含むアジア諸国でも砂田のインタビューや記事が掲載されている。
JFJ食生活ジャーナリストの会 会員。1989年よりJFJ食生活ジャーナリストの会設立メンバー。当時の厚生大臣であった小泉純一郎元首相並びに小泉内閣元農林大臣、武部勤元幹事長の協力が得られた。同会が発足後、初回となる（2000年3月6日）1999年度勉強会にて「今こそ食育を！」をテーマに講演。
1996年2月9日全国版の毎日新聞コラム『私見/直言』へ「食育・食選のすすめ」を寄稿。
1998年3月30日全国版の読売新聞、『日健康医療福祉』へ寄稿。顔写真つきで5回掲載されている。
1. 「今こそ、食育を！」1998年3月30日 月曜日
2. 「食事は心の栄養」1998年4月6日 月曜日
3. 「幸福は口福から」1998年4月12日 日曜日
4. 「コンビニマザー」1998年4月20日 月曜日
5. 「食べて勝つ 養生」1998年4月27日 月曜日

また、この連載をきっかけにいくつかの出版社よりアプローチを受け、この連載を加筆して「今こそ食育を！」が2000年に法研より出版された。
2001年1月2日付（第784号）のコープこうべ発行誌の「きょうどう」にて、「食育こそ最高の予防医学、豊かな人生は心をはぐくむ食から」「キレるのは『頭の便秘』おいしく食べないと『心の便秘』」をテーマに、コープこうべ組合長理事の小倉修吾との新春対談が掲載された。
2004年12月15日に農林統計協会が発行した『「食育」その必要性と可能性』の本文中で、「十数年前、いま首相となっている小泉氏に会い、食育について話をしたことがある。そして、小泉氏の指示で『食育時代の「食」を考える』という本を編集した。その数年後に『二十一世紀の栄養・食生活のあり方』をやはり小泉氏の指示で出した。小泉氏はその帯に『医食同源の言葉で見られるように、食を通じた健康づくりがもっとも重要である』」と書いている。
第88代 小泉純一郎首相内閣時2005年6月10日162国会において「食育基本法」可決。7月15日施行。
東日本大震災3.11から4か月後の2011年7月4日、米国独立記念日に在日米国大使館主催の祝賀会が米国大使公邸で行われ、駐日米国大使の妻で弁護士のスーザン・H・ルースが、家庭菜園の野菜を使った料理と東北地方復興支援のためのレシピブックを紹介。この祝賀会に招かれた砂田が取材。駐日米国大使夫妻はオバマ大統領の友人でもある。「この時期に『日米交友レシピ』が発表されたことは大変意味」があると砂田がコメント。この祝賀会に合わせ米国大使館アメリカ農産物貿易事務所（ATO）の専任シェフ小枝絵麻が特別メニューを創作。レシピブックの売上金は製作費を除いて、大使夫人がお見舞いのために訪ねた宮城県女川町の復興支援金として寄付した(砂田登志子HPより)。
2014年、服部幸應が会長を務める、公益社団法人全国調理師養成施設協会より、食育の普及・推進に貢献した著名人を表彰する「第1回食育文化功労賞」を受賞。記念品として小泉純一郎が首相在任時に当協会の服部幸應会長に贈った「食育のすすめ」という書をデザインした輪島塗の飾皿が贈られた。同年、6月に自身が代表を務める食育推進団体イートライトジャパンを食育実践ジャーナリストの安武郁子らと共に設立し、食育推進ポストカードやデジタルコンテンツを提供し食育普及活動を展開。
現在、使われている「食育」という言葉の主眼として、 国立国会図書館の国政上の課題に関する簡潔な解説（調査と情報 - Issue Brief）の食育の背景と経緯-「食育基本法案」に関連して- 国立国会図書館 ISSUE BRIEF NUMBER 457(Oct.29.2004)にて、セクション（1  「食育」という言葉）の中で「1990年代から現在までの「食育」の主眼は食について子ども自身を教育することである。この「食育」は、健康・食生活ジャーナリストの砂田登志子氏が海外の食に関する教育事情を紹介する際に訳語として採用したのが発端とされ、概念的には明治期の「食育」を踏襲したものではない。」と記述されている。

## 食育について
『食育』は、食を通じた子育て・人間作り・健康づくり・生涯学習。私たちのカラダは、『食べもの』で出来ている。つまり、食べたものが私であり、あなた自身であると講演で力説。『正しい食を学び、賢く食べて、健やかな未来を育んで生きたい』と呼びかける。『船は水で浮かび、船は水で沈む』という古代の格言の言葉を置き換えて、食育を『人は食で浮かび、食で沈む』と例える。
- 「私たちは『食』で元気になり、健やかになり、反対に、癌になり、糖尿病になり、寝たきり、呆けなどの病気につながる」
- 「私たちはこれ以上 食で沈まない生き方、食べ方、考え方、選び方を学習しないと、明日を良くすること不可能」
- 「食品やメニューを選び買うという行為は選挙と同じ。あなたのお金、紙幣は投票用紙である。」

以上は、ごく一部の砂田語録である。

## 食育活動とは
自身の賞味期限、健康寿命を延ばす運動。『食は命のもと』「『食』は元気と健康の源であり人生最大の楽しみのひとつである」
現在、食生活に関する学習、健康教育の内容充実が注目され始めている近年、子どもの朝食欠食率や、家族と一緒ではなく一人で食事する孤食と個食また固食・小食・粉食・濃食が増加し、食習慣の乱れと栄養摂取の偏りが社会問題化。欧米諸国では40年以上前から、幼児向け食育教材を活用し直接子どもに呼びかけている。米国の食育には、食べものを賢く上手に選ぶフードチョイス（選食）と、がんや糖尿病などの生活習慣病を、治療ではなく予防で対処するフードファイト（食戦）という二つのキーワードがある。自分の健康は自分で守るがモットー。健康とは、選び、闘いとるものというのが、健康づくりの基本姿勢であると主張している。
日本では肥満傾向の子どもの割合が上昇し、高血圧、糖尿病など、大人になってかかる生活習慣病が子どもたちに忍び寄っていると主張している。2002年から完全実施された新学習指導要領の『食に関する指導参考資料』の中で、学級活動や給食の時間、各教科の学習と関連づけて食に関する指導を横断的、総合的に行う。「生涯にわたって健康で充実した生活を送る基礎を培う。必要な知識を身に付け、実践力を養うことを目指す。学校、家庭、地域において、積極的に取り組むように。」と呼びかけている。

## 食育活動のおける講演会やメディア出演時
- 『栄養バランスのとれた食生活は、健康な個人を育み病気を未然に防ぐ。食は命のリレーであり心を満たし、愛を育んで人々をつなぐ絆』
- 『食を育み、命・心・愛・絆・未来を育む。食は命。料理は心。味わう、楽しむ、もてなすは文化。』
- 『食は命のリレーであり、心を満たし、愛を育んで、人々をつなぐ絆であり、食は健全な社会をつくる土台。』
- 『さようなら5S、こんにちは5R』
  - 5つのSとは、(1)塩(Salt)、(2)砂糖(Sugar)、(3)間食(Snacks)、(4)喫煙(Smoking)、(5)座りっぱなし(Sitting)
  - 5つのRとは、(1)読み(Reading)、(2)書き(Writing)、(3)算数(Arithmetic)、(4)食育(Recipe)、(5)環境保全(Recycle)
    - 英語では(2)Wは発音せず、(3)はriにアクセントがある。
- 『「学歴より食暦」「食暦が職歴を育む」「食欲が職欲を支える」。』
- 『健康は人生のすべてではないけれど、心身の健康を失うと、すべてを失いかねない。何を食べているかで人生と生活の質は決まる。』
- 『キレるのは「頭の便秘」。おいしく食べないと「心の便秘」。』
- 『人を良くするはずの“食”が“ショック”にならないために「食育」を。』

以上は砂田が全国展開している講演テーマの具体例。

## 著書・執筆
- 『アメリカ食生活革命—バレンタインはチョコよりキスを』商業界 (1984/07)
- 『噛む子 できる子 元気な子』公文教育研究会(1988/7)
- 『ウェルネスメッセージ』求龍堂 (1989/8)
- 『フードファイト—がんと成人病から身を守る食戦』 法研 (1993/06)
- 『今こそ食育を！』法研(2000/1)
- 『漢字で食育』求龍堂(2001/7)
- 『楽しく食育』 潮出版社(2005/5/1)
- 『みんなで食育』全国農業会議所(2005/12）
- 『楽しく食育・幸福は口福から〜「食育基本計画」によせて〜』月刊誌 水産振興(2006/7) 水産振興 No.463

## 監修
(食育絵本)
- 『ウェルとヘルシーのパクパクたんけん』ケネスインターナショナル (1994/03)
- 『ウェルとヘルシーのわくわくワーク』ケネスインターナショナル (1994/03)
- 『ウェルとヘルシーのめざせイー歯らんど』ケネスインターナショナル (1994/11)
- 『アタシは おこめ』イートライトジャパンブックス (2014/12)

## 共著
- 『フードジャーナリストの世界』群羊社 (1991/12/1)
- 『食育時代の食を考える』中央法規出版 (1993/11)
- 『21世紀の栄養・食のあり方』中央法規出版 (1997/07)

## 外部リン
- 砂田登志子が名誉理事を務める食育推進団体　イートライトジャパン公式サイト